# 埃爾里奧 (加利福尼亞州)
埃爾里奧（英語：El Rio）是位於美國加利福尼亞州文圖拉縣的一個人口普查指定地區。

## 地理
埃爾里奧的座標為34°14′21″N 119°09′32″W / 34.23917°N 119.15889°W，而該地最高點為海拔高度28米（即92英尺）。

## 人口
根據2010年美國人口普查的數據，埃爾里奧的面積為5.242平方千米，當中陸地面積為5.242平方千米，而水域面積為0.000平方千米。當地共有人口7198人，而人口密度為每平方千米1,373人。